# Ipomoea schomburgkii
Ipomoea schomburgkii är en vindeväxtart som beskrevs av Jacques Denys Denis Choisy. Ipomoea schomburgkii ingår i släktet praktvindor, och familjen vindeväxter. Inga underarter finns listade i Catalogue of Life.